# Castellet-en-Luberon
Castellet-en-Luberon (até 2018: Castellet) é uma comuna francesa na região administrativa da Provença-Alpes-Costa Azul, no departamento de Vaucluse. Estende-se por uma área de 9,84 km². Em 2010 a comuna tinha 125 habitantes (densidade: 12,7 hab./km²).